# Helmstedter Kreuz

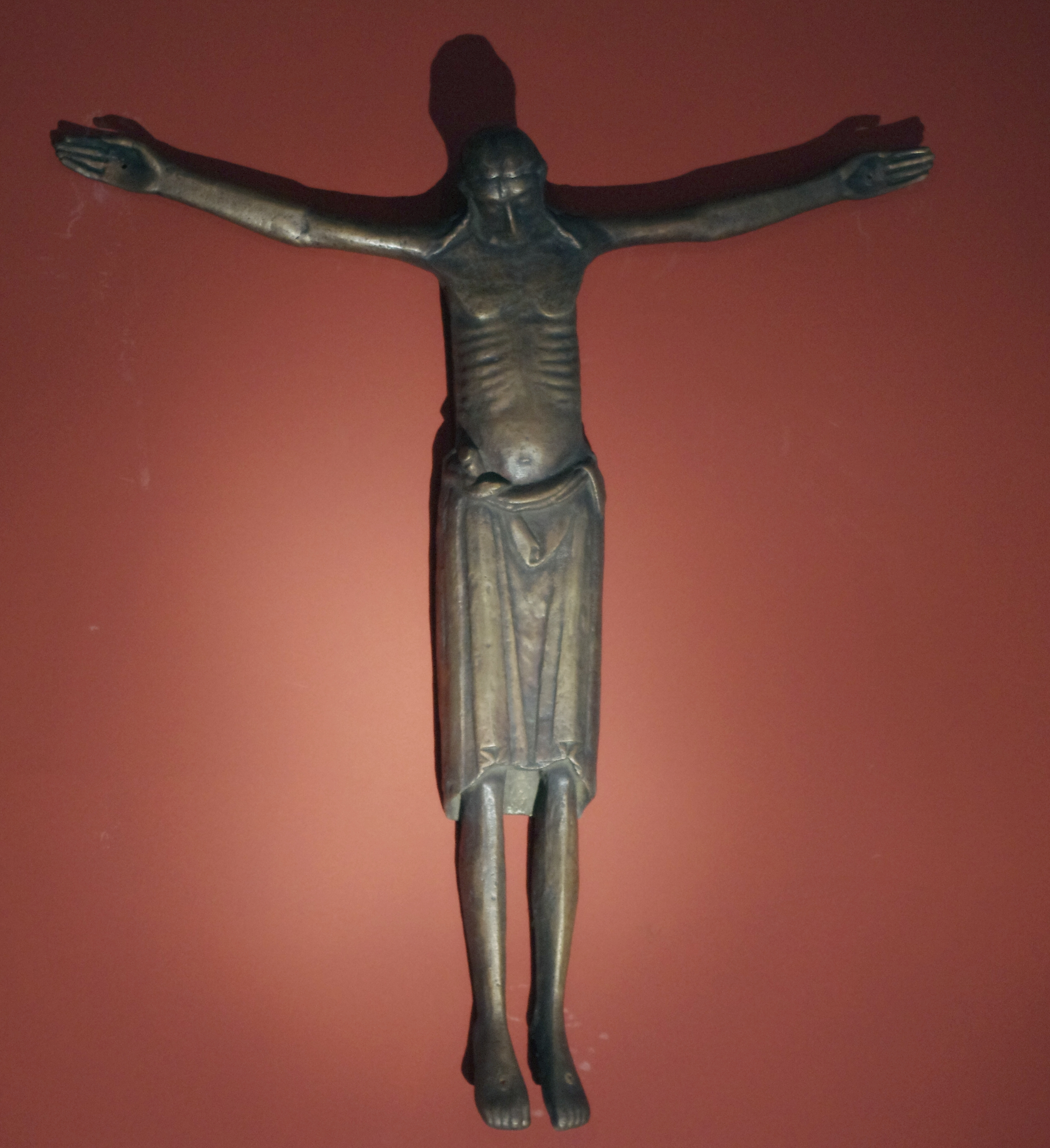
Kruzifixus des Werden-/Helmstedter Kreuzes (Kopie)

Das sogenannte Helmstedter Kreuz, wohl eher als Werdener Kreuz zu bezeichnen, ist ein bedeutendes Spätwerk der ottonischen Kunst. Den Namen Helmstedter Kreuz erhielt das damit bezeichnete Kruzifix, weil es 1547 von Helmstedt nach Werden (heute ein Stadtteil von Essen) gebracht wurde. Das Kruzifix, von dem nur die Figur des Gekreuzigten mittelalterlich ist, befindet sich unter der Inventarnummer L 5 in der Schatzkammer der ehemaligen Klosterkirche der Abtei Werden, der Propsteikirche St. Ludgerus. Eine Kopie des Kruzifixes hängt in der Ludgeriden-Krypta der Kirche.

## Geschichte
Die Entstehung des Kruzifixes liegt im Dunkeln. Gegossen wurde es vermutlich in Werden, wohl von einem sehr erfahrenen Gießer; vielleicht war es mit dem sogenannten Ludgerus-Kelch für die Schwesterabtei in Helmstedt gedacht. Um 1060 wurden im Kloster St. Ludgeri, das mit Werden ein Doppelkloster bildete, umfangreiche Baumaßnahmen vorgenommen, an denen aus Werden entsandte Handwerker tätig waren, wie die nahezu identischen Akanthuskapitelle in der Johanneskapelle in Helmstedt, der Ludgeridenkrypta der Abteikirche Werden und in der Werdener Luciuskirche sehr stark vermuten lassen. Es wird daher angenommen, dass das Helmstedter Kreuz in diesem Zusammenhang für die Neuausstattung der Klosterkirche geschaffen wurde, erwiesen ist dieses jedoch nicht. Bei naturwissenschaftlichen Untersuchungen im Vorfeld der Restaurierung konnte festgestellt werden, dass die Zusammensetzung des Materials von Kruzifix und Kelch identisch sind, was den Guss an ein und demselben Tag voraussetzt.
Erstmals erwähnt wurde das Kreuz 1547. In diesem Jahr wurde das Kloster St. Ludgeri von protestantischen Bilderstürmern bedroht. Der Werdener Abt Hermann von Holten, der in Personalunion Abt von Helmstedt war, brachte das Kreuz und den Messkelch des Heiligen Liudger von Helmstedt nach Werden in Sicherheit. Begleitet wurde Hermann von Holten bei dieser Reise vom Werdener Cellerar, dem späteren Abt und Geschichtsschreiber Heinrich Duden, der darüber in seinen Annalen der Abtei Werden berichtete. Das Kreuz war in Helmstedt als Reliquie des als Heiligen verehrten Karls des Großen verehrt worden und sei ihm während der Sachsenkriege als Feldzeichen vorangetragen worden. Heinrich Duden gibt an, in Helmstedt seien über dem Kreuz die deutschen Worte in Stein eingemeißelt gewesen:

„Dit Cruitz hat Carolus in seiner hand,
 Als he kekierden dat Saxenland.“

Ob der Transport des Kreuzes nach Werden endgültig oder nur als vorübergehende Evakuierung geplant war, ist unbekannt. In Werden wurde das Kreuz, das in Helmstedt vermutlich ursprünglich als Triumphkreuz über oder auf dem Kreuzaltar angebracht war, am Hochaltar über den gotischen Altartafeln von Jan Joest und dem Schrein des Heiligen Liudger angebracht. Um 1700 erhielt die Werdener Abteikirche eine barocke Ausstattung, in die das Kruzifix nicht passte. Es wurde aus der Kirche entfernt und in der Sakristei aufbewahrt. Nach der Aufhebung der Abtei Werden durch den Reichsdeputationshauptschluss von 1802 ging das Kruzifix in den Besitz der Pfarrgemeinde St. Ludgerus in Werden über. Seit 1979, als eine Schatzkammer an der ehemaligen Werdener Abteikirche eingerichtet wurde, bildet das Kreuz den Mittelpunkt der Ausstellung.
Als eine der markantesten Skulpturen seiner Epoche ist das Werden-/Helmstedter Kreuz mehrfach außerhalb Werdens zu sehen gewesen, beispielsweise in den Ausstellungen Les trésors du Moyen  Âge allemand im Brüsseler „Paleis voor Schone Kunsten“ 15. April – 26. Juni 1949, Vergessene Zeiten – Mittelalter im Ruhrgebiet 1990 und Das Jahrtausend der Mönche 1999 im Essener Ruhrlandmuseum, 1992 in Das Reich der Salier 1024–1125 im Historischen Museum Speyer und zuletzt 2006 in der Ausstellung Canossa. Erschütterung der Welt. Geschichte, Kunst und Kultur am Aufgang der Romanik im Diözesanmuseum Paderborn.
Am 11. Februar 2008 wurde das Werden-/Helmstedter Kreuz aufgrund eines Brandes im Ostflügel des Werdener Abteigebäudes, in dem die Schatzkammer untergebracht ist, evakuiert. Bei einem Sturz während der Abnahme brach der Mittelfinger der rechten Hand ab und die rechte Schulter wurde eingedrückt. Die Restaurierung wurde nach intensiven metallurgischen Untersuchungen im Rheinischen Landesmuseum Bonn Ende 2016 in der Restaurierungswerkstatt des Dommuseums Hildesheim durchgeführt. Bis Ende Mai 2017 war es dort in der Ausstellung Triumph und Tod – Frühe Kruzifixe zu sehen. Zuletzt war das Kruzifix, zusammen mit vielen anderen hochrangigen Zeugnissen ottonischer und salischer Kunst aus europäischen Museen im Kunstmuseum Basel zu sehen (Ausstellung Gold & Ruhm – Geschenke für die Ewigkeit vom 11. Oktober 2019 bis zum 19. Januar 2020). In der Schatzkammer selbst wird über die Untersuchungsergebnisse und die Restaurierung in einer kleinen Ausstellung berichtet.

## Beschreibung

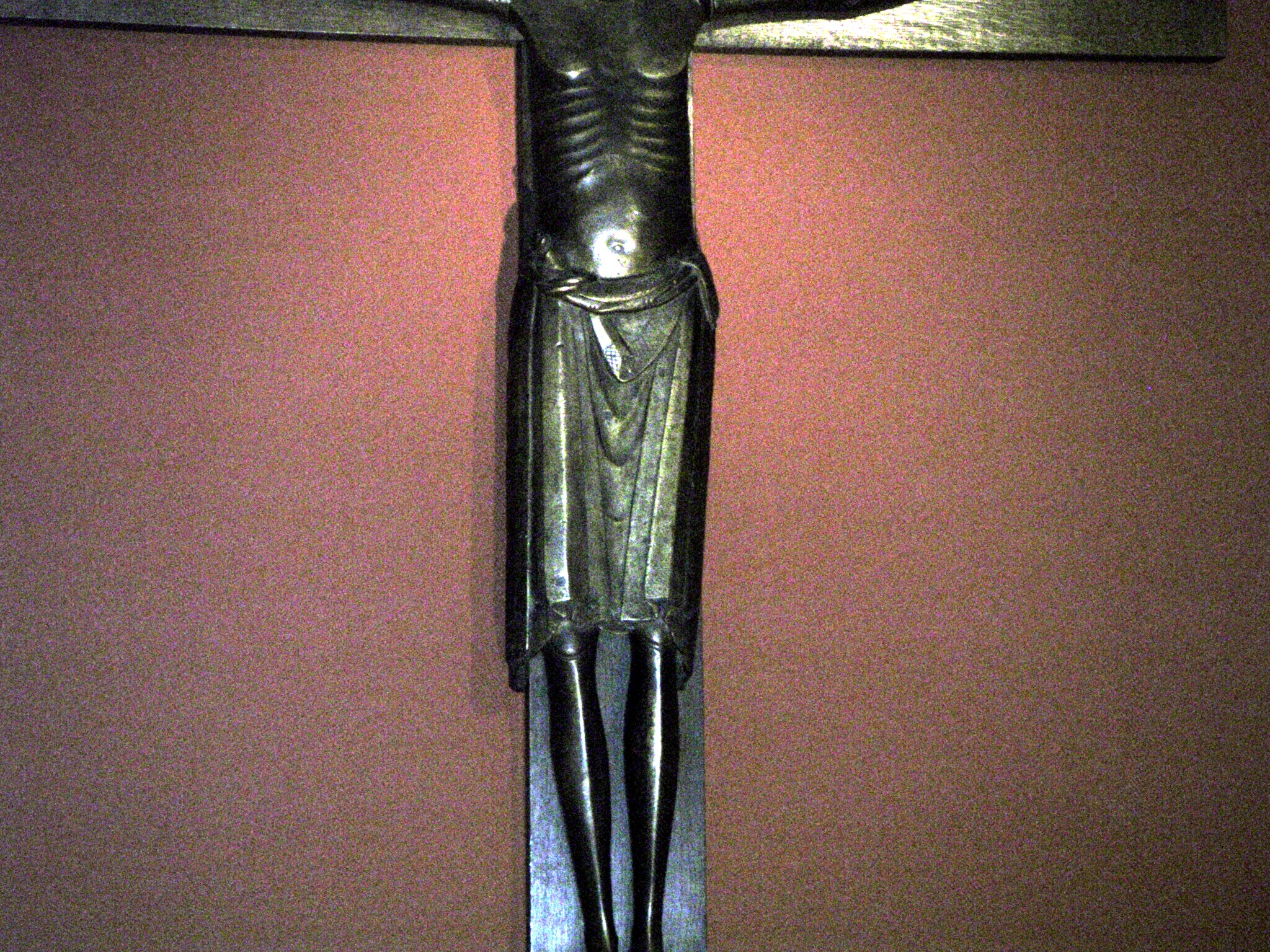
Detailaufnahme des Lendenschurzes

Der Kruzifixus ist von Kopf bis zu den Füßen 105,5 cm hoch, die Spannweite der Arme beträgt 96 cm. Er besteht aus Kupfer, und seine Vergoldung ist bis heute unter einer Korrosionsschicht erhalten. Der Korpus wurde in fünf Einzelteilen gegossen und zusammengesetzt. Diese Teile sind die einzeln gegossenen Arme und Beine sowie Torso und Kopf einschließlich des Lendentuchs. Die einzelnen Teile sind mit Zapfen verbunden. Die Zapfverbindungen der Beine sind unter dem Rand des Lendentuchs verborgen und mit dem Lendentuch durch jeweils drei Niete mit Gewinden verbunden, die eine leichte Demontage der Beine ermöglichen. Die Nietköpfe sind dort, wo sie im Saum des Lendentuches liegen, entsprechend dessen Muster verziert, was bereits im Guss so angelegt war. Bei den Armen ist die Verbindung zum Körper einfacher, ein Zapfen greift ohne weitere Sicherung in eine entsprechende Öffnung der Schulter. Zwischen beiden Armen gab es als stabilisierende Querverbindung eine Verzapfung mit einem Holzkeil, so dass die Zapfverbindung zwischen Armen und Schultern fast schlüssig erscheint (die Teilung des Wachsmodells an dieser Stelle hat einen kleinen Schwund herbeigeführt); der Durchmesser der Zapfen ist kleiner als die Aufnahmen in den Schultern. Die Zeichnung der Muskulatur, die an der Brust des Korpus deutlich ausgebildet ist, wird an den Armen nicht aufgenommen. Körper, Arme und Beine sind nach den Untersuchungen von 2016 metallurgisch identisch und bestätigen die Analyse von 1941. Diese Materialanalyse ergab, dass es eine Hoch-Kupferlegierung (keine Bronze) ist, und alle Teile eine weitgehend identische chemische Zusammensetzung haben:
|       | Kupfer | Blei | Zinn | Zink | Eisen | Gold   |
| ----- | ------ | ---- | ---- | ---- | ----- | ------ |
| Kopf  | 94,4   | 2,1  | 0,9  | 1,3  | 0,4   | 0,05 % |
| Beine | 94,5   | 2,1  | 1,6  | 0,7  | 0,1   | 0,1 %  |
| Arme  | 95,0   | 2,1  | 1,6  | 0,6  | 0,1   | 0,3 %  |

Christus ist als Sterbender, der den Tod überwunden hat, dargestellt, mit vorgewölbtem Bauch, leicht nach vorne und rechts gesenktem Kopf und geschlossenen Augen. Die Schienbeine sind gratartig und betont, die Knie durch doppelte Rillen hervorgehoben. In der Seitenansicht wirkt der Körper flach. Die Beine stehen nebeneinander auf dem Suppedaneum, der Kruzifixus gehört damit zur Vierpunkt-Phase der christlichen Ikonographie (bei der Dreipunktphase liegen die Beine übereinander und sind mit einem Nagel durchschlagen dargestellt). Das Perizonium (Lendentuch) ist seitlich mit einem Knoten gebunden und fällt in zwei Zipfel sowie einen Überschlag in der Mitte. Das Lendentuch bildet zwei flache Tütenfalten, die auf den Oberschenkeln aufliegen. Am vergleichsweise kleinen Kopf sind die brezelartigen Ohren anscheinend zu hoch angesetzt. Die ursprüngliche Betrachtungsweise des Kruzifixes von unten lässt diesen „Fehler“ allerdings verschwinden (Besucher der Schatzkammer können dies selbst ausprobieren). Ein schmaler Wangenbart setzt am oberen Ende der Ohren an. Am Hinterkopf befindet sich eine zungenförmige Aussparung, die von zwei Löchern flankiert wird. Die Formen der Plastik sind klar durchgebildet: Der Kruzifixus hängt streng frontal und fast vollständig auf die senkrechte Kreuzachse bezogen am Kreuz, lediglich durch die leichte Neigung des Kopfes und die leicht nach oben gerichteten Arme durchbrechen die Erstarrung.
Der originale Kruzifixus wird aktuell liegend in einer Vitrine ausgestellt. An der Wand, an der bis 2008 das Original hing, befindet sich derzeit eine Kopie von etwa 1927 aus Holz (bronziert bemalt), die auf einem schmucklosen, an der Wand befestigten Holzkreuz montiert ist. Das schlichte Holzkreuz, auf dem der Kruzifixus bis 2008 befestigt war, wurde beim Sturz zerstört. Dieses ersetzte im letzten Jahrhundert ein älteres Holzkreuz mit geschweiften und vierpassförmig geschnittenen Armen, das auch nicht original war. Das Aussehen des ursprünglichen Kreuzes ist unbekannt. Es wird eine gewisse Nähe zum Aussehen des Mindener Kreuzes vermutet.

## Kunstgeschichtliche Einordnung

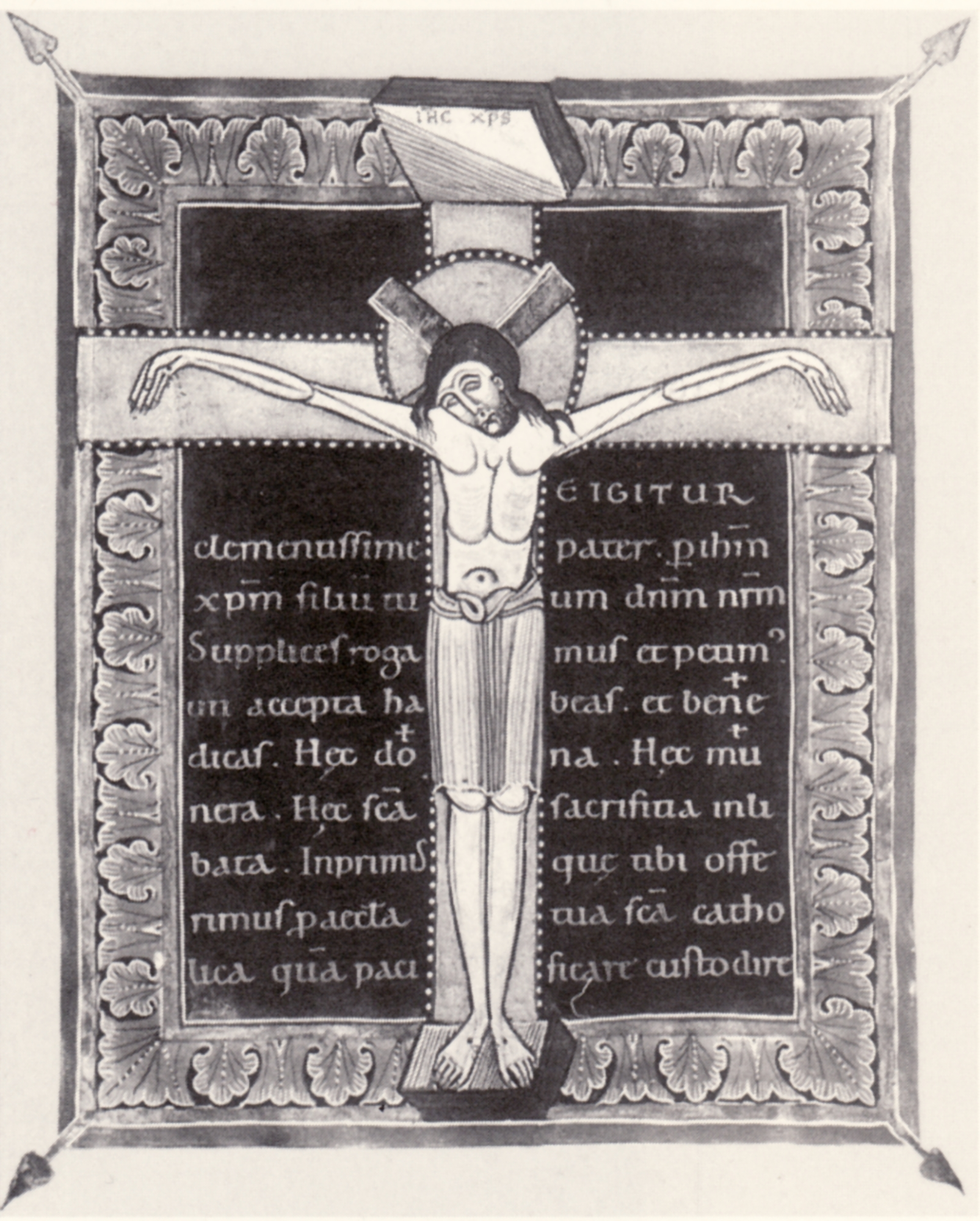
Das von Rademacher als Vergleich herangezogene Kreuzigungsbild fol. 15v, Universitätsbibliothek Freiburg Cod. 360a

Rademacher deutet die zungenförmige Vertiefung und die Löcher am Hinterkopf als Befestigung für einen Kreuznimbus, der zu einem unbekannten Zeitpunkt verloren ging. Die von ihm postulierten ursprünglichen Arme rekonstruierte er anhand von Parallelen des Kruzifixus zu Kreuzigungsdarstellungen in der Buchmalerei, der sogenannten zeichnerischen Phase der Kölner Buchmalerschule, insbesondere zum Kruzifixus in einem Sakramentar, das in der Universitätsbibliothek Freiburg aufbewahrt wird (Cod. 360a), als schräg nach oben gestreckt und im Handgelenk nach unten abgewinkelt. Wundram nahm dagegen in seiner Rekonstruktion fast waagrechte Arme, ähnlich der jetzigen Form an, wobei er sich am Mindener Kreuz orientierte. Die 2016 vorgenommenen metallurgische Untersuchungen ergaben, dass alle Guss-Elemente aus identischem Material gegossen worden, so dass die Arme ursprünglich sind.
Das Werden-/Helmstedter Kreuz weist wie die meisten ottonischen Kruzifixe Einflüsse des Kölner Gerokreuzes auf, besonders in der Ausbildung der Bauch- und Brustpartie und in der Kopfhaltung, aber auch beim Lendentuch, das in der Grundform noch dem des Gerokreuzes entspricht, aber bereits nach Symmetrie strebt. Eine engere Verwandtschaft besteht zu den Kruzifixen am jüngeren Mathildenkreuz des Essener Domschatzes und am Kölner Hermann-Ida-Kreuz, die beide in Werden gegossen wurden. Deutliche Parallelen bestehen auch zu Reliefs in der Schatzkammer der Abtei Werden, die aus der Abteikirche stammen. Bei diesen Reliefs handelt es sich möglicherweise um einen Grabaufbau, nach anderer Deutung um die Einfassung eines Fenestrellas (Fensterchens), das den Blick vom Kirchenraum auf den Sarkophag des Heiligen Liudger in der Krypta erlaubte. An den Gewändern dieser Reliefs finden sich die gleichen Schichtfalten wie am Perizonium und auch die gleichen bortenartigen Verzierungen, die wie aufgelegt wirken. Besonders eng sind die Parallelen zum Kruzifixus aus der Kölner Handschrift Cod. 360a der Universitätsbibliothek Freiburg. Diese Darstellung zeigt die gleichen besonders schlanken Proportionen der Gliedmaßen. Identisch ist auch die unbewegte gerade Haltung des Körpers. Auch in den Einzelformen bestehen Ähnlichkeiten. Sowohl in der Buchmalerei als auch am Helmstedter Kruzifixus sind die Brustmuskeln durch starke Linien umgrenzt. Besonders charakteristisch ist eine selten bei Kreuzdarstellungen auftretende bogenförmige Linie, die das Ende des Brustbeins andeutet und die beim Helmstedter Kruzifixus zu einem flachen Brustschild zusammengezogen ist. Aufgrund der Datierung des Sakramentars wie auch der Werdener Reliefs wird das Helmstedter Kreuz auf um 1060 datiert. Anna Pawlik weist zusätzlich auf stilistische Ähnlichkeiten zum Kruzifixus in Benninghausen und zum Dietkirchener Kruzifix im Rheinischen Landesmuseum Bonn hin.
Das Werde-/Helmstedter Kreuz entstand somit in der Epoche der Salier. Die einsetzende Erstarrung des Körpers, der bei der ottonischen Plastik mehr organisch bewegt schien, markiert das Werden-/Helmstedter Kreuz als Übergangsstück zur romanischen Plastik.

## Weitere Kopien

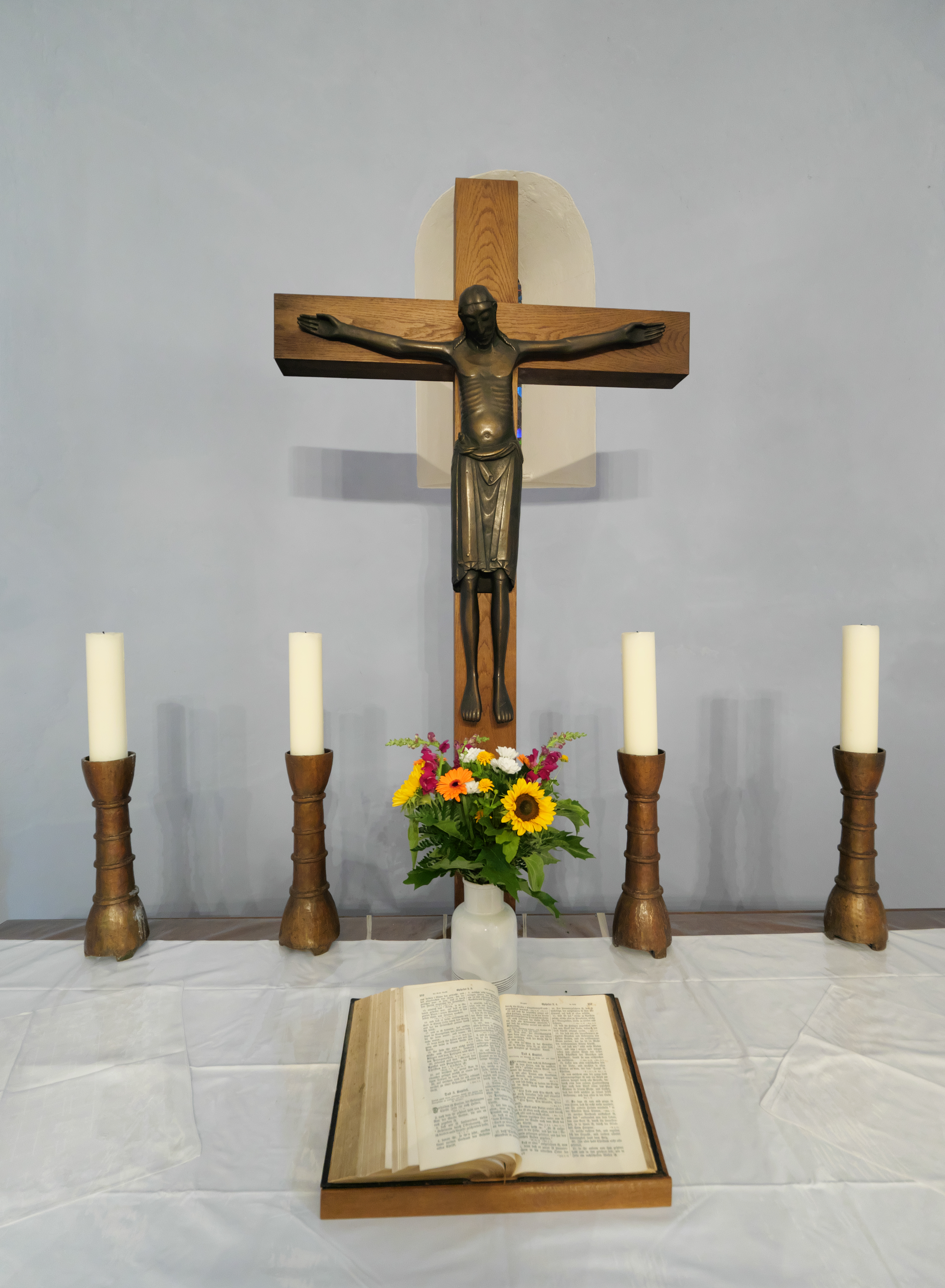
Altarkreuz mit Abguss des Kreuzes in der Dorfkirche Mariendorf in Berlin

Ein 1957 hergestellter Abguss des Kreuzes befindet sich an einem aus Eichenholz gefertigten Altarkreuz der Dorfkirche Mariendorf in Berlin.
Bislang sind weltweit 32 Kopien bekannt.